# Coniopteryx (Coniopteryx) helvola
Coniopteryx (Coniopteryx) helvola is een insect uit de familie van de dwerggaasvliegen (Coniopterygidae), die tot de orde netvleugeligen (Neuroptera) behoort. 
Coniopteryx (Coniopteryx) helvola is voor het eerst wetenschappelijk beschreven door Zakharenko in 1987.